# Unione Sportiva Crotone 1949-1950
Questa pagina raccoglie le informazioni riguardanti l'Unione Sportiva Crotone nelle competizioni ufficiali della stagione 1949-1950.

## Rosa
| N. |                   | Ruolo | Calciatore      |
| -- | ----------------- | ----- | --------------- |
|    | Italia (bandiera) | C     | Pietro Bordin   |
|    | Italia (bandiera) | C     | A. Bosio        |
|    | Italia (bandiera) | C     | S. Brocchetta   |
|    | Italia (bandiera) | P     | G. Cappuccini   |
|    | Italia (bandiera) | A     | S. Dall'Ora     |
|    | Italia (bandiera) | D     | Giacomo Delaude |
|    | Italia (bandiera) | A     | Luigi Ferrario  |
|    | Italia (bandiera) | D     | C. Garolfi      |

| N. |                   | Ruolo | Calciatore       |
| -- | ----------------- | ----- | ---------------- |
|    | Italia (bandiera) | A     | A. Liva          |
|    | Italia (bandiera) | A     | G. Petrini       |
|    | Italia (bandiera) | A     | Marco Piacentini |
|    | Italia (bandiera) | P     | R. Riolino       |
|    | Italia (bandiera) | D     | G. Russo         |
|    | Italia (bandiera) | C     | G. Scheidler     |
|    | Italia (bandiera) | A     | Enrico Vigna     |